# PGC 1000714

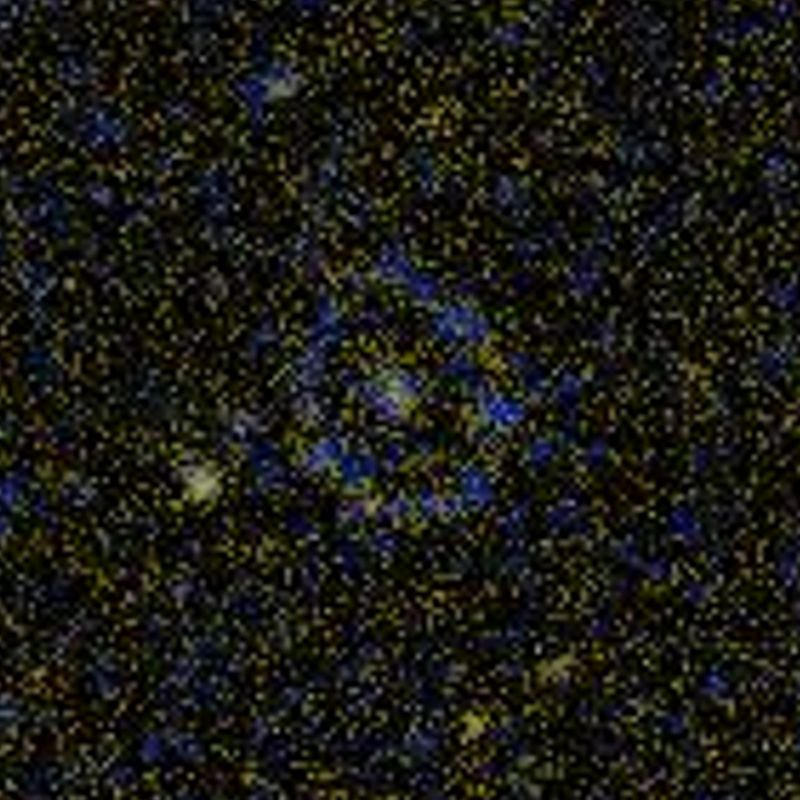
PGC 1000714 в ультрафіолетовому діапазоні (GALEX)

PGC 1000714 (або 2MASX J1123164-0840067) — пекулярна галактика, розташована в сузір'ї Чаша на відстані 355 млн  світлових років від Землі.
За морфологію належить до об'єктів Хога — це кільцеподібна галактика, яка складається з центрального ядра, оточеного двома концентричними кільцями зір, які рознесені на велику відстань і пов'язані мостами речовини. Простір між різними структурами настільки великий, що може бути порожнім або містити  розсіяні скупчення зір, але їх не видно внаслідок великої відстані. Зовнішнє кільце складається з молодих блакитних зір.
Це вкрай рідкісний тип галактики, які становлять близько 0,1 % всіх галактик. Дотепер невідомі механізми, за допомогою яких формуються ці галактики, проте передбачається, що цей тип є результатом взаємодії з іншою галактикою, яка сталася в останні 2-3 млрд років.